# Upanyuvarath I
Upanyuvarath I hay Ouphagnauvarath I (sinh 1597, mất 1622), danh xưng hoàng gia là Samdach Brhat Chao Maha Upayuvaraja, là vua thứ 23 của Vương quốc Lan Xang. Ông trị vì 9 tháng từ năm 1621 đến 1622 thì chết một cách bí ẩn.
Upanyuvarath I là con trưởng của vua Voravongsa II, sinh 1597 (khi vua cha sinh năm 1585, mới 12 tuổi ?). Upanyuvarath, hay phiên âm kiểu tiếng Pháp là Ouphagnauvarath, là từ Upayuvaraja, không phải là vương hiệu, mà có nghĩa chữ là Phó vương hay Hoàng thái tử, được vua cha phong. Không có tư liệu về tên và vương hiệu của ông.
Tuy nhiên xung đột xảy ra, ông bị cha coi là kẻ nổi loạn vì những mưu đồ can thiệp vào vương quyền. Năm 1621 Upanyuvarath phế truất vua cha, lên ngôi, và đến năm 1622 thì giết cha. Sau đó cũng năm này ông chết một cách bí ẩn sau chín tháng trị vì, và vương quốc rơi vào thời kỳ bất ổn.